# Nettorama
Pour l'enseigne française voir Netto.

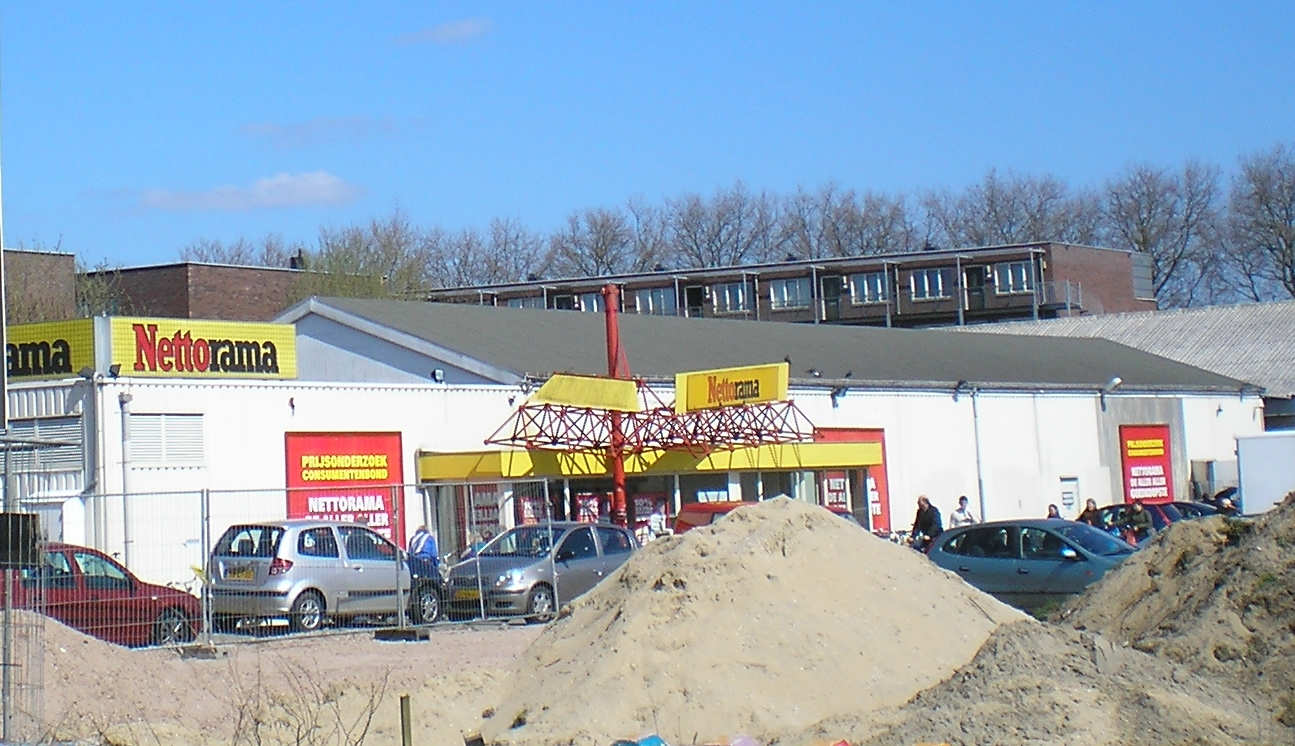
Un magasin Nettorama à Utrecht.

Nettorama est une enseigne de supermarchés hard-discount néerlandaise créée en 1968 par Jaap Bastmeijer.
Nettorama se présente comme le supermarché le moins cher aux Pays-Bas, avec une assortiment d'environ 70% composée de grandes marques.

## Historique
Le 4 mars 2009, le plus grand supermarché Nettorama, d'une superficie de 5 600 m2, est ouvert à Enschede.
En septembre 2013, on compte 30 supermarchés Nettorama aux Pays-Bas, dont la plupart se trouvent dans la province du Brabant-Septentrional.